# ويب سطحي
الشبكة السطحية (بالإنجليزية: The Surface Web)‏ وتسمى أيضًا شبكة الإنترنت المرئية، الشبكة المفهرسة، الويب القابل للفهرسة، الويب الخفيف.
وهو جزء من الشبكة العالمية، متاح للعامة للبحث مع معيار محركات البحث على شبكة الإنترنت. وهو عكس الويب الخفي.
وفقا لأحد المصادر، ففي يونيو 2015 (2015-06-14)، فهرست جوجل على الشبكة السطحية حوالي 14.5 مليار صفحة.